# Fritz Bischoff (Segler)
Friedrich Nikolaus „Fritz“ Bischoff (* 6. Dezember 1905; † nach 1936) war ein deutscher Regattasegler, der an den Olympischen Spielen 1936 teilnahm und eine Bronzemedaille gewann.
Bei den Olympischen Spielen 1936 vor Kiel trat in der 8-Meter-Klasse die Yacht Germania III an. Der Eigner der Yacht war Alfried Krupp von Bohlen und Halbach, der auch selbst mitsegelte, als Skipper fungierte Hans Howaldt. Zur Besatzung gehörten außerdem Eduard Mohr, Felix Scheder-Bieschin, Otto Wachs und Fritz Bischoff. Die Crew der Germania III lag nach sieben Regatten punktgleich (53 Punkte) gemeinsam mit den Norwegern hinter den Italienern mit 55 Punkten. Die Entscheidungsregatta (Stechen) um Silber gewannen das norwegische Boot Silja vor dem deutschen Boot.
Fritz Bischoffs Bruder Peter Bischoff gewann 1936 Gold in der Star-Bootsklasse.